# Linea Keisei Chiba
La  Linea Keisei Chiba (京成千葉線?, Keisei Chiba-sen), gestita dalle Ferrovie Keisei, è una ferrovia a scartamento normale che collega le stazioni di Keisei-Tsudanuma a Narashino con quella di Chiba Chūō, a Chiba, entrambe nella prefettura omonima.

## Servizi e stazioni

### Tipologie di servizi
Tutti i treni fermano in tutte le stazioni, e i servizi proseguono su altre linee in entrambe le direzioni: sulla linea Keisei Chihara oltre il capolinea orientale di Chiba Chūō, e sulle linee Shin-Keisei e Keisei principale oltre il capolinea occidentale di Keisei-Tsudanuma.

### Stazioni
| Num.             | Stazione              | Giapponese       | Distanza interst. | Distanza totale                                                                     | Collegamenti | Posizione                                                                           | Posizione                                                                           |
| ---------------- | --------------------- | ---------------- | ----------------- | ----------------------------------------------------------------------------------- | --- | ----------------------------------------------------------------------------------- | ----------------------------------------------------------------------------------- |
| Servizio diretto | Servizio diretto      | Servizio diretto | Servizio diretto  | Fino a Matsudo via linea Shin-Keisei Fino a Keisei Ueno via linea Keisei principale | Fino a Matsudo via linea Shin-Keisei Fino a Keisei Ueno via linea Keisei principale                                                                | Fino a Matsudo via linea Shin-Keisei Fino a Keisei Ueno via linea Keisei principale | Fino a Matsudo via linea Shin-Keisei Fino a Keisei Ueno via linea Keisei principale |
| KS26             | Keisei Tsudanuma      | 京成津田沼       | -                 | 0.0                                                                                 | Linea Keisei principale (servizio diretto) Linea Shin-Keisei (servizio diretto)                                                                    | Narashino                                                                           | Narashino                                                                           |
| KS52             | Keisei Makuhari-Hongō | 幕張本郷         | 2.1               | 2.1                                                                                 | Linea Chūō-Sōbu | Chiba                                                                               | Hanamigawa-ku                                                                       |
| KS53             | Keisei Makuhari       | 京成幕張         | 1.9               | 4.0                                                                                 | Linea Chūō-Sōbu (Makuhari) | Chiba                                                                               | Hanamigawa-ku                                                                       |
| KS54             | Kemigawa              | 検見川           | 1.3               | 5.3                                                                                 | | Chiba                                                                               | Hanamigawa-ku                                                                       |
| KS55             | Keisei Inage          | 京成稲毛         | 2.8               | 8.1                                                                                 | | Chiba                                                                               | Inage-ku                                                                            |
| KS56             | Midoridai             | みどり台         | 1.8               | 9.9                                                                                 | | Chiba                                                                               | Inage-ku                                                                            |
| KS57             | Nishi-Noborito        | 西登戸           | 1.0               | 10.9                                                                                | | Chiba                                                                               | Chūō-ku                                                                             |
| KS58             | Shin-Chiba            | 新千葉           | 0.8               | 11.7                                                                                | | Chiba                                                                               | Chūō-ku                                                                             |
| KS59             | Keisei Chiba          | 京成千葉         | 0.6               | 12.3                                                                                | Stazione di Chiba ■ Linea principale Sōbu ■ Linea Narita ■ Linea Uchibō ■ Linea Sotobō ■ Linea Chūō-Sōbu ■ Linea Sōbu Rapida ● Monorotaia di Chiba | Chiba                                                                               | Chūō-ku                                                                             |
| KS60             | Chiba Chūō            | 千葉中央         | 0.6               | 12.9                                                                                | Linea Keisei Chihara (servizio diretto) | Chiba                                                                               | Chūō-ku                                                                             |
| Servizio diretto | Servizio diretto      | Servizio diretto | Servizio diretto  | Fino a Chiharadai via linea Keisei Chihara                                          | Fino a Chiharadai via linea Keisei Chihara | Fino a Chiharadai via linea Keisei Chihara                                          | Fino a Chiharadai via linea Keisei Chihara                                          |